# 科米爾喬恩·圖赫塔耶夫
科米爾喬恩·圖赫塔耶夫（英語：Komiljon Tukhtaev；1997年10月30日—）是烏茲別克高山滑雪運動員。

## 生涯
圖赫塔耶夫參加於美國比弗溪舉辦的2015年世界高山滑雪錦標賽大曲道項目。圖赫塔耶夫未能完賽。
圖赫塔耶夫成為烏茲別克唯一一位參加2018年冬季奧林匹克運動會的高山滑雪運動員，參加大曲道項目。

## 外部連結
- 科米尔乔恩·图赫塔耶夫在FIS (alpine)（英语）
- 科米尔乔恩·图赫塔耶夫在Olympedia（英语）